# Peter Anton Juley
Peter Anton Juley (* 30. Januar 1862 in Alf; † 13. Januar 1937 in New York City) war ein deutscher Postassistent (Telegrafist), amerikanischer Kunstfotograf sowie offizieller Fotograf von Theodore Roosevelt während dessen Amtszeit.

## Leben
Peter Anton wurde 1862 als Sohn der Eheleute Peter July – der Vater verstarb kurz nach der Hochzeit im Jahre 1861 – und Anna Maria geb. Endries in Alf an der Mosel geboren. Hier erhielt er nach seiner schulischen Ausbildung eine Stelle als Postassistent, die er jedoch 1885 wieder aufgab, um in die Vereinigten Staaten von Amerika auszuwandern. Bei der Einwanderung empfahl man ihm seinen Nachnamen von July in Juley umändern zu lassen, was er auch bereitwillig zuließ. Seine ebenfalls aus Deutschland stammende Ehefrau Agnes (1859–1925), die 1886 nach Amerika emigriert war, hatte Juley 1887 geheiratet. Das erste von 3 gemeinsamen Kindern war der 1888 in New-York geborene Sohn Joseph P., ihm folgten 1890 Paul P. und im Jahr 1891 die Tochter Ottilie. Womit er die ersten Jahre den Unterhalt für seine Familie verdiente ist zwar nicht bekannt, jedoch war es 1896 offensichtlich schon genug, so dass er sich mit seinem Ersparten Geld in Cold Spring am Hudson River ein Friseurgeschäft mit einem angegliederten Fotostudio zulegen konnte.
Seine erste bekannte Tätigkeit als Fotograf war ab 1901 ein Vertrag zwischen ihm und der wöchentlich erscheinenden Zeitung Harper’s Weekly, für die er Fotografien bei Pferderennen, lokalen Festlichkeiten, wie z. B. öffentlichen Empfängen, der Bestattung des US-amerikanischen Präsidenten McKinley am 19. September 1901 und der Eröffnung der New Yorker U-Bahn (New York City Subway) am 27. Oktober 1904 anfertigte. Als der neue amtierende US-amerikanische Präsident Theodore Roosevelt auf Juley aufmerksam wurde, machte er ihn zu seinem offiziellen Fotografen, um sich von ihm auf seinen Reisen und Wahlkampfterminen ständig begleiten zu lassen.
1907 zog Juley nach New York City, um dort ein neues Fotoatelier zu eröffnen, 1908 machte er seinen Sohn Paul P. Juley zum Teilhaber und beide begannen sich mit der Porträtierung von Künstlern und der Reproduktion ihrer Aufnahmen zu spezialisieren. Hierzu entwickelten sie eigens eine große Aufnahmekamera, um damit eine bessere Qualität bei den Fotos erzielen zu können. Schon bald wurden sie Mitglieder im Greenwich Village (in Manhattan) gelegenen Salmagundi Club der feinen Künste, sowie dem New-Yorker Künstlerclub (National Arts Club), um sich dort in die Dienste der Künstler dieser Zeit zu begeben.
Während der jahrelangen Betreuung der zahlreichen Künstler wie z. B. bei deren Reisen oder Besuchen in Künstlerkolonien wie in Kalifornien und Mexiko erwarben sich die Juleys bald ein großes Ansehen, wobei sie mitunter gar selbst von Malern porträtiert wurden. Ein anderer Grund für ihren Erfolg war sicherlich der Umstand, dass es nur sehr wenige andere Kunstfotografen gab, die in der Lage waren, Fotografien der Künstler anzufertigen, die auch den Ansprüchen ihrer Auftraggeber entsprachen. Dies war wohl mit der Hauptgrund, warum die Juleys von den allermeisten Künstlern ihrer Zeit, sowie von Museen, Galerien, Kunsthändlern und privaten Sammlern gebucht wurden. Nach dem Tod Juleys im Jahre 1937 übernahm sein Sohn Paul Juley den alleinigen Geschäftsbetrieb und richtete sich ein neues Studio gegenüber der Carnegie Hall ein, wo schon viele andere Künstler ihre eigenen Studios betrieben. In der insgesamt 80 Jahre anhaltenden Wirkungszeit lichtete die Firma Peter A. Juley & Son schätzungsweise über 11.000 Künstler auf etwa 127.000 schwarz-weiß Fotografien ab, was sie damit zu den bedeutendsten Kunstfotografen einer ganzen Epoche amerikanischer Kunstgeschichte machte. Als sich auch Paul Juley zur Ruhe gesetzt hatte, bot er im Jahre 1975 die ganze Sammlung an Fotografien dem Smithsonian American Art Museum in Washington an, wo sie sich seither befindet.